# Anaís Salazar
Ana Isabel Jiménez Salazar (Culiacán, Sinaloa, 26 de julio de 1974), conocida profesionalmente como Anaís Salazar, es una exactriz, conductora de televisión y cantante mexicana.

## Biografía

### Primeros años
Ana Isabel Jiménez Salazar nació en Culiacán, Sinaloa. Estudió Derecho en la Universidad Autónoma de Occidente hasta el tercer semestre cuando descubrió su vocación por la actuación. Posteriormente se mudó a la Ciudad de México para comenzar a estudiar en el Centro de Educación Artística (CEA) de Televisa, dando así paso a su carrera como actriz, conductora y cantante.

### Carrera profesional
Anaís ha aparecido en varias telenovelas mexicanas, entre las que se encuentran Bajo un mismo rostro, El privilegio de amar, Código postal, Pasión y La que no podía amar. También ha participado en varias series de televisión mexicanas como Mujer, casos de la vida real, Vecinos, Mujeres asesinas y La rosa de Guadalupe.
Su carrera como conductora comienza en los Telejuegos, hasta que en enero de 2002 se integra a las filas del programa El club. En 2004 formó parte del elenco del programa matutino Hoy, junto a Laura Flores, Arturo Peniche y Patricio Cabezut, y más tarde al lado de Andrea Legarreta y Ernesto Laguardia. Además fue presentadora de varios programas de televisión, noticieros y eventos para distintas cadenas de televisión. Anaís también ha participado en teatro, encarnó a Doña Inés en Don Juan Tenorio, y a La Cenicienta en la obra del mismo nombre.
Salazar ha lanzado dos sencillos musicales, titulados «Fiesta» y «Formas de Amor», en homenaje del 30 aniversario al grupo Caló.

## Filmografía
| Año       | Título                       | Papel                     | Notas                                         |
| --------- | ---------------------------- | ------------------------- | --------------------------------------------- |
| 1995      | Bajo un mismo rostro         | Ana María                 | 100 episodios                                 |
| 1996-1997 | Tú y yo                      | Silvia                    |                                               |
| 1997-1998 | Huracán                      |                           |                                               |
| 1998-1999 | El privilegio de amar        | Gisela                    | 20 episodios                                  |
| 2005      | Mujer, casos de la vida real |                           | 2 episodios                                   |
| 2005-2008 | Vecinos                      | Mariana                   | 21 episodios                                  |
| 2006      | La fea más bella             | Ella misma                | 1 episodio                                    |
| 2006-2007 | Código postal                | Amanda Montero            | 63 episodios                                  |
| 2007      | Amor sin maquillaje          | Gringa                    | Temporada 1, episodio 10: «Amor oculto»       |
| 2007      | Pasión                       | Manuela Lafont y Espinoza | 2 episodios                                   |
| 2008      | Mujeres asesinas             | Nora Mendizabal           | Temporada 1, episodio 5: «Martha, asfixiante» |
| 2008-2011 | La rosa de Guadalupe         | Varios roles              | 5 episodios                                   |
| 2009      | Camaleones                   | Evangelina de Márquez     | 45 episodios                                  |
| 2011-2012 | La que no podía amar         | Mercedes Durán Esquivel   | 139 episodios                                 |

Programas de telerrealidad
- Hoy (2003-2006)
- Estrellas Hoy (2012-2014)
- Mi Sueño es Bailar (2012)
- iTestigo (2015-2016)
- Primera Edición (2017-2019)
- Noticias 62 en Vivo (2018-2021)
- Acceso Total (2021-2022)
- Chisme no Like (2022)